# Resolutie 274 Veiligheidsraad Verenigde Naties
Resolutie 274 van de Veiligheidsraad van de Verenigde Naties werd met unanimiteit van stemmen aangenomen door de
VN-Veiligheidsraad op 11 december 1969.

## Achtergrond
De VN-vredesmacht UNFICYP werd in 1964 op Cyprus gestationeerd na het geweld tussen de Griekse- en de Turkse bevolking op het eiland. De missie werd telkens opnieuw verlengd.

## Inhoud
De Veiligheidsraad:
- Bemerkt in het rapport van de Secretaris-Generaal van 3 december dat het in de huidige omstandigheden noodzakelijk is om de vredesmacht UNFICYP in Cyprus te behouden om vrede te bereiken.
- Merkt op dat de overheid van Cyprus akkoord is om de vredesmacht na 15 december te behouden.
- Bemerkt in het rapport dat de situatie verder is verbeterd.

1. Bevestigt de resoluties 186, 187, 192, 193, 194, 198, 201, 206, 207, 219, 220, 222, 231, 238, 244, 247, 254, 261 en 266.
2. Dringt er bij de betrokken partijen op aan zich terughoudend en constructief op te stellen.
3. Verlengt de vredesmacht wederom tot 15 juni 1970 in de hoop dat tegen dan voldoende vooruitgang wordt geboekt.

## Verwante resoluties
- Resolutie 281 Veiligheidsraad Verenigde Naties
- Resolutie 291 Veiligheidsraad Verenigde Naties

Lijst ·  263 ·  264 ·  265 ·  266 ·  267 ·  268 ·  269 ·  270 ·  271 ·  272 ·  273 ·  274 ·  275